# زرشک نیلگیری
زرشک نیلگیری (نام علمی: Berberis nilghiriensis) نام یک گونه از سرده زرشک است.